# Madeleine Boutard
 (novembre 2024).
Pour les articles homonymes, voir Boutard.
Madeleine Boutard, née Péan le 16 décembre 1913 à Vouvray (Indre-et-Loire) et morte le 18 août 1984 à Vernou-sur-Brenne (Indre-et-Loire), est une femme politique française. Elle est députée communiste de l'Indre-et-Loire.

## Biographie
Madeleine Péan, fille d'un vigneron de Vouvray, épouse à vingt-et-un ans un viticulteur de la région, proche, puis membre du PCF, et participe dès lors aux travaux de l'exploitation agricole.
Ce n'est qu'après la seconde guerre mondiale, pendant laquelle, sans avoir d'activités de résistance très importante, le couple Boutard héberge chez lui des réfractaires au STO, qu'elle s'engage politiquement. Adhérent au Parti communiste, elle est, après un échec aux cantonales, placée en juin 1946, en seconde position de la liste menée par Jean Guillon pour l'élection de la seconde constituante.
De nouveau candidate en novembre, dans les mêmes conditions, elle bénéficie de la progression des communistes dans l'Indre-et-Loire, et est élue députée.
Elle prend aussi, au printemps 1950, la défense de Raymonde Dien, poursuivie pour avoir tenté d'empêcher le départ d'un convoi militaire qu'elle pensait destiné à l'Indochine, alors en guerre pour son indépendance.
En 1951, l'application du système des apparentements ôte toute représentation aux communistes d'Indre-et-Loire à l'assemblée, malgré un résultat électoral de 22,6 % des voix. De nouveau candidate en deuxième position sur la liste, Madeleine Boutard n'est pas réélue.
Cinq ans plus tard, c'est elle qui mène la liste du PCF dans le département. Elle obtient 23,8 % des voix et retrouve son siège de députée.
Secrétaire de la commission des boissons de l'assemblée, elle est de nouveau très active sur les questions viticoles. Mais elle intervient aussi sur des problèmes politiques plus généraux, comme sur la guerre d'Algérie.
En 1958, elle n'est pas réélue députée. Quatre ans plus tard, quoique sollicitée par la fédération communiste, elle décide de ne pas tenter de retrouver son siège. Elle abandonne ensuite progressivement la vie politique.

## Détail des fonctions et des mandats
Mandats parlementaires
- 10 novembre 1946 - 4 juillet 1951 : Députée d'Indre-et-Loire
- 2 janvier 1956 - 8 décembre 1958 : Députée d'Indre-et-Loire

## Mémoire et valorisation contemporaine
Madeleine Boutard fait partie des femmes mises en lumière par le projet Les Illustres inconnues de Touraine, contribuant à améliorer la visibilité des femmes tourangelles ayant marqué l’histoire locale ou nationale dans Wikipédia. Ce projet initié en 2020 par Osez le féminisme 37 et porté par les Archives départementales d'Indre-et-Loire a obtenu le soutien de la ville de Tours et de l'université de Tours. Il a réuni différents acteurs (HF Centre Val de Loire, Bibliothèque municipale de Tours, association La FUN) et a donné lieu à une série d’actions :
- des editathons avec la création de notices biographiques sur Wikipédia ;
- une exposition grâce aux illustrations réalisées par Audrey Silva et au travail biographique collectif  ;
- la création d’un jeu de plateau pédagogique : Qui sont-elles ? Les Illustres inconnues de Touraine, illustré et fabriqué par Mary Christides.